# Абакумовская (Архангельская область)
Абакумовская — деревня в Шенкурском районе Архангельской области. Входит в состав муниципального образования «Шеговарское».

## География
Деревня расположена в южной части Архангельской области, в таёжной зоне, в пределах северной части Русской равнины, в 40,5 километрах на север от города Шенкурска, на левом берегу реки Вага. Ближайшие населённые пункты: на юге деревня Литвиновская, на севере село Шеговары, являющееся административным центром муниципального образования.
Часовой пояс
Абакумовская, как и вся Архангельская область, находится в часовой зоне МСК (московское время). Смещение применяемого времени относительно UTC составляет +3:00.

## Население
| 2002 | 2010 | 2012 |
| ---- | ---- | ---- |
| 87   | ↘76  | ↗85  |

## История
Указана в «Списке населённых мест по сведениям 1859 года» в составе Шенкурского уезда(2-го стана) Архангельской губернии под номером «2391» как «Абакумовское (Коташовы)». Насчитывала 7 дворов, 28 жителей мужского пола и 21 женского.
В «Списке населенных мест Архангельской губернии к 1905 году» деревня Абакумовская (Агафонька) насчитывает 11 дворов, 48 мужчин и 53 женщины. В административном отношении деревня входила в состав Предтеченского сельского общества Предтеченской волости.
В марте 1918 года деревня оказывается в составе Шеговарской волости, выделившейся из Предтеченской. На 1 мая 1922 года в поселении 21 двор, 53 мужчины и 83 женщины.